# سوییت واتر ویلج (آریزونا)
سوییت واتر ویلج (به انگلیسی: Sweet Water Village) یک منطقهٔ مسکونی در ایالات متحده آمریکا است که در شهرستان پاینال، آریزونا واقع شده‌است. سوییت واتر ویلج ۲٫۰۷ کیلومتر مربع مساحت و ۱۱۷٬۵۱۷ نفر جمعیت دارد.